# 레이 존스
레이먼드 배리 밴코트 "레이" 존스(Raymond Barry Bankote "Ray" Jones, 1988년 8월 28일 ~ 2007년 8월 25일)는 잉글랜드의 전 축구 공격수였다.
청소년 시절 콜체스터 유나이티드 FC로부터 입단 제의를 받았으나 거절하였고, 퀸즈 파크 레인저스 FC의 코칭스태프들의 눈길을 끌어 입단하였다. 이후 왓퍼드 FC와의 2005-06 시즌 마지막 경기에서 프로 무대에 데뷔했으며, 2006년 9월 23일 헐 시티 AFC와의 경기에서 자신의 프로 무대 데뷔골을 넣었다. 이후 레인저스 FC를 상대로 인상적인 활약을 펼치자 다수의 프리미어리그 팀들로부터 영입 제의를 받았으나, 퀸즈 파크 레인저스 FC에서 이를 거절하였고 존스 또한 2007년 1월 소속팀과 3년 6개월 재계약을 맺었다. 그 뒤 콜체스터 유나이티드 FC에서 20만 파운드로 영입 제의를 했으나, 퀸즈 파크 레인저스 FC에서 이를 거절하였다.
또한 2006년 9월 5일 네덜란드와의 경기에서 잉글랜드 U-19 국가대표팀에 정식으로 데뷔하였다.
2007년 8월 25일 런던 이스트햄에서 자가용을 타고 이동하던 도중 버스와 충돌하는 교통사고를 당해 그 자리에서 사망했으며, 사고 소식을 접한 퀸즈 파크 레인저스 FC는 주말에 예정된 번리 FC와의 리그 경기를 즉각 연기했다. 또한 그 해 9월 1일 사우샘프턴 FC 퀸즈 파크 레인저스의 선수 전원은 존스의 이름이 적혀 있는 유니폼을 입고 경기를 했다.
그 해 9월 6일 이스트햄 자연보호지역에서 장례식이 거행되었으며, 시신은 시티 오브 런던 묘지에 안장되었다. 장례식에는 존스의 가족들과 함께 존 그레고리 퀸즈 파크 레인저스 감독 및 퀸즈 파크 레인저스 동료들이 참석했다.
사망 이후, 퀸즈 파크 레인저스 FC는 그가 사용했던 번호인 31번을 영구 결번 처리하였다.